# Ronde van Polen 1994
De Ronde van Polen 1994 (Pools: Wyścig Dookoła Polski 1994) werd verreden van zondag 4 september tot en met zondag 11 september in Polen. Het was de 51ste editie van de rittenkoers, die in 2005 deel ging uitmaken van de UCI Europe Tour (categorie 2.1). De ronde telde zeven etappes, die werd voorafgegaan door een koppeltijdrit. Titelverdediger was de Pool Dariusz Baranowski.

## Etappe-uitslagen

### 1e etappe
| Wrocław – Legnica (180 km) |                  |                     |          |
| Plaats                     | Naam             | Ploeg               | Tijd     |
| Winnaar                    | Marco Lietti     | Lampre-Animex       | 4u07'55" |
| 2                          | Roberto Giucolsi | Navigare-Blue Storm | +00'03"  |
| 3                          | Sergio Barbero   | Navigare-Blue Storm | +00'08"  |

### 2e etappe
| Legnica – Polanica-Zdrój (179 km) |                       |               |          |
| Plaats                            | Naam                  | Ploeg         | Tijd     |
| Winnaar                           | Maurizio Fondriest    | Lampre-Animex | 4u37'15" |
| 2                                 | Oleksandr Hontsjenkov | Lampre-Animex | +06'29"  |
| 3                                 | Kazimierz Stafiej     |               | +06'35"  |

### 3e etappe
| Polanica-Zdrój – Rybnik (196 km) |                   |                     |          |
| Plaats                           | Naam              | Ploeg               | Tijd     |
| Winnaar                          | Walter Castignola | Navigare-Blue Storm | 4u35'08" |
| 2                                | Zbigniew Spruch   | Lampre-Animex       | z.t.     |
| 3                                | Jacek Mickiewicz  |                     | z.t.     |

### 4e etappe
| Rybnik – Bielsko-Biała (173 km) |                    |                     |          |
| Plaats                          | Naam               | Ploeg               | Tijd     |
| Winnaar                         | Quintino Rodrigues | Sicasal-Acral       | 4u24'10" |
| 2                               | Andrea Vatteroni   | Navigare-Blue Storm | +01'42"  |
| 3                               | Maurizio Fondriest | Lampre-Animex       | +01'44"  |

### 5e etappe
| Olkusz – Kielce (169 km) |                   |          |          |
| Plaats                   | Naam              | Ploeg    | Tijd     |
| Winnaar                  | Jacek Mickiewicz  |          | 3u38'23" |
| 2                        | Kazimierz Stafiej |          | z.t.     |
| 3                        | Gordon Fraser     | Motorola | +00'47"  |

### 6e etappe
| Kielce – Kielce (individuele tijdrit over 38 km) |                      |               |         |
| Plaats                                           | Naam                 | Ploeg         | Tijd    |
| Winnaar                                          | Maurizio Fondriest   | Lampre-Animex | 48'28"  |
| 2                                                | Bernard Bocian       |               | +01'32" |
| 3                                                | Lars Tomas Andersson |               | +01'43" |

### 7e etappe
| Końskie – Warschau (175 km) |                |                       |          |
| Plaats                      | Naam           | Ploeg                 | Tijd     |
| Winnaar                     | Frankie Andreu | Motorola              | 4u43'35" |
| 2                           | Dariusz Bigos  | Sicasal-Acral         | z.t.     |
| 3                           | Kaspars Ozers  | Letse nationale ploeg | +00'40"  |

## Eindklassementen
| Plaats    | Naam               | Ploeg                     | Tijd      |
| --------- | ------------------ | ------------------------- | --------- |
| Gele trui | Maurizio Fondriest | Lampre-Animex             | 27u04'17" |
| 2         | Marco Lietti       | Lampre-Animex             | +03' 31"  |
| 3         | Tomasz Brożyna     | DEK Meble-Cyclo Korona    | +03' 36"  |
| 4         | Romāns Vainšteins  | Letse nationale ploeg     | +05' 34"  |
| 5         | Piotr Wadecki      | Petrochemia TPS           | +07' 38"  |
| 6         | Dariusz Bigos      | Sicasal-Acral             | +08' 04"  |
| 7         | Zbigniew Spruch    | Lampre-Animex             | +09' 39"  |
| 8         | Kaspars Ozers      | Letse nationale ploeg     | +09' 54"  |
| 9         | Dariusz Baranowski | Warta Energoinwest Victor | +10' 01"  |
| 10        | Zbigniew Piątek    | Collstrop-Willy Naessens  | +10' 35"  |
|           |                    |                           |           |
| 14        | Eric De Clercq     | Collstrop-Willy Naessens  | +11' 24"  |
| 38        | Jos van Aert       | Collstrop-Willy Naessens  | +32' 38"  |

| Plaats     | Naam               | Ploeg                 | Punten |
| ---------- | ------------------ | --------------------- | ------ |
| Witte trui | Kaspars Ozers      | Letse nationale ploeg | 81     |
| 2          | Marco Lietti       | Lampre-Animex         | 80     |
| 3          | Maurizio Fondriest | Lampre-Animex         | 76     |

| Plaats      | Naam               | Ploeg                     | Punten |
| ----------- | ------------------ | ------------------------- | ------ |
| Paarse trui | Quintino Rodrigues | Sicasal-Acral             | 45     |
| 2           | Maurizio Fondriest | Lampre-Animex             | 15     |
| 3           | Dariusz Baranowski | Warta Energoinwest Victor | 14     |

| Plaats    | Naam               | Ploeg         | Punten |
| --------- | ------------------ | ------------- | ------ |
| Rode trui | Quintino Rodrigues | Sicasal-Acral | 42     |
| 2         | Kazimierz Stafiej  |               | 25     |
| 3         | Marcin Gębka       |               | 23     |

| Plaats | Ploeg                 | Tijd      |
| ------ | --------------------- | --------- |
|        | Lampre-Animex         | 81u26'01" |
| 2      | Sicasal-Acral         | +22' 09"  |
| 3      | Letse nationale ploeg | +27' 06"  |

Mannen: 1928 · 
1929 · 
1930-1932 · 
1933 · 
1934-1936 · 
1937 · 
1938 · 
1939 · 
1940-1946 · 
1947 · 
1948 · 
1949 · 
1950-1951 · 
1952 · 
1953 · 
1954 · 
1955 · 
1956 · 
1957 · 
1958 · 
1959 · 
1960 · 
1961 · 
1962 · 
1963 · 
1964 · 
1965 · 
1966 · 
1967 · 
1968 · 
1969 · 
1970 · 
1971 · 
1972 · 
1973 · 
1974 · 
1975 · 
1976 · 
1977 · 
1978 · 
1979 · 
1980 · 
1981 · 
1982 · 
1983 · 
1984 · 
1985 · 
1986 · 
1987 · 
1988 · 
1989 · 
1990 · 
1991 · 
1992 · 
1993 · 
1994 · 
1995 · 
1996 · 
1997 · 
1998 · 
1999 · 
2000 · 
2001 · 
2002 · 
2003 · 
2004 · 
2005 · 
2006 · 
2007 · 
2008 · 
2009 ·
2010 ·
2011 ·
2012 ·
2013 ·
2014 ·
2015 ·
2016 ·
2017 ·
2018 ·
2019 ·
2020 · 2021 · 2022 · 2023 · 2024
Vrouwen: 1998 · 1999 · 2000 · 2001 · 2002 · 2003 · 2004 · 2005 · 2006 · 2007 · 2008 · 2009-2015 · 2016 · 2017-2023 · 2024 · 2025